# Вибори до Європейського парламенту у Великій Британії 2009
Вибори до Європарламенту у Сполученому Королівстві 2009 пройшли 4 червня 2009. На виборах обрано 72 депутати замість колишніх 78. Явка на виборах склала 34 % (15 136 932 виборців). Вибори проходили в 12 територіальних округах (Лондон, Східна Англія, Східний Мідленд, Йоркшир та Гамбер, Північно-Східна Англія, Північно-Західна Англія, Західний Мідленд, Південно-Східна Англія, Південно-Західна Англія, Уельс, Шотландія, Північна Ірландія), в кожному з яких обиралося від 3 до 10 депутатів по методу д'Ондта.

## Результати
| Партія                                                               | Голосів         | Місць           | Δ               |
| Велика Британія                                                      | Велика Британія | Велика Британія | Велика Британія |
| -------------------------------------------------------------------- | --------------- | --------------- | --------------- |
| Консервативна партія Великої Британії                                | 4 198 394       | 25              | ▼ 2             |
| Партія незалежності Сполученого Королівства                          | 2 498 226       | 13              | ▲ 1             |
| Лейбористська партія Великої Британії                                | 2 381 760       | 13              | ▼ 6             |
| Ліберальні демократи                                                 | 2 080 613       | 11              | ▼ 1             |
| Зелена партія Англії та Уельсу                                       | 1 223 303       | 2               | ▬               |
| Британська національна партія                                        | 943 598         | 2               | ▲ 2             |
| Шотландська національна партія                                       | 321 007         | 2               | ▬               |
| Партія Уельсу                                                        | 126 702         | 1               | ▬               |
| Англійські демократи                                                 | 279 801         | 0               | ▬               |
| Християнська партія Великої Британії — Християнський народний альянс | 249 493         | 0               | ▬               |
| Соціалістична лейбористська партія                                   | 173 115         | 0               | ▬               |
| No2EU                                                                | 153 226         | 0               | ▬               |
| Шотландська партія зелених                                           | 80 442          | 0               | ▬               |
| ще 7 партій і 2 незалежних кандидата набрали більше 10 000 голосів   |                 |                 |                 |
| Північна Ірландія                                                    |                 |                 |                 |
| Шинн Фейн                                                            | 126 184         | 1               | ▬               |
| Демократична юніоністська партія                                     | 88 346          | 1               | ▬               |
| юніоністськая партія Ольстера                                        | 82 892          | 1               | ▬               |
| Соціал-демократична та лейбористська партія                          | 78 489          | 0               | ▬               |
| Традиційний юніоністський голос                                      | 66 197          | 0               | ▬               |
| Партія «Альянс»                                                      | 26 699          | 0               | ▬               |
| Зелена партія Північної Ірландії                                     | 15 764          | 0               | ▬               |